# Gubernia kowieńska

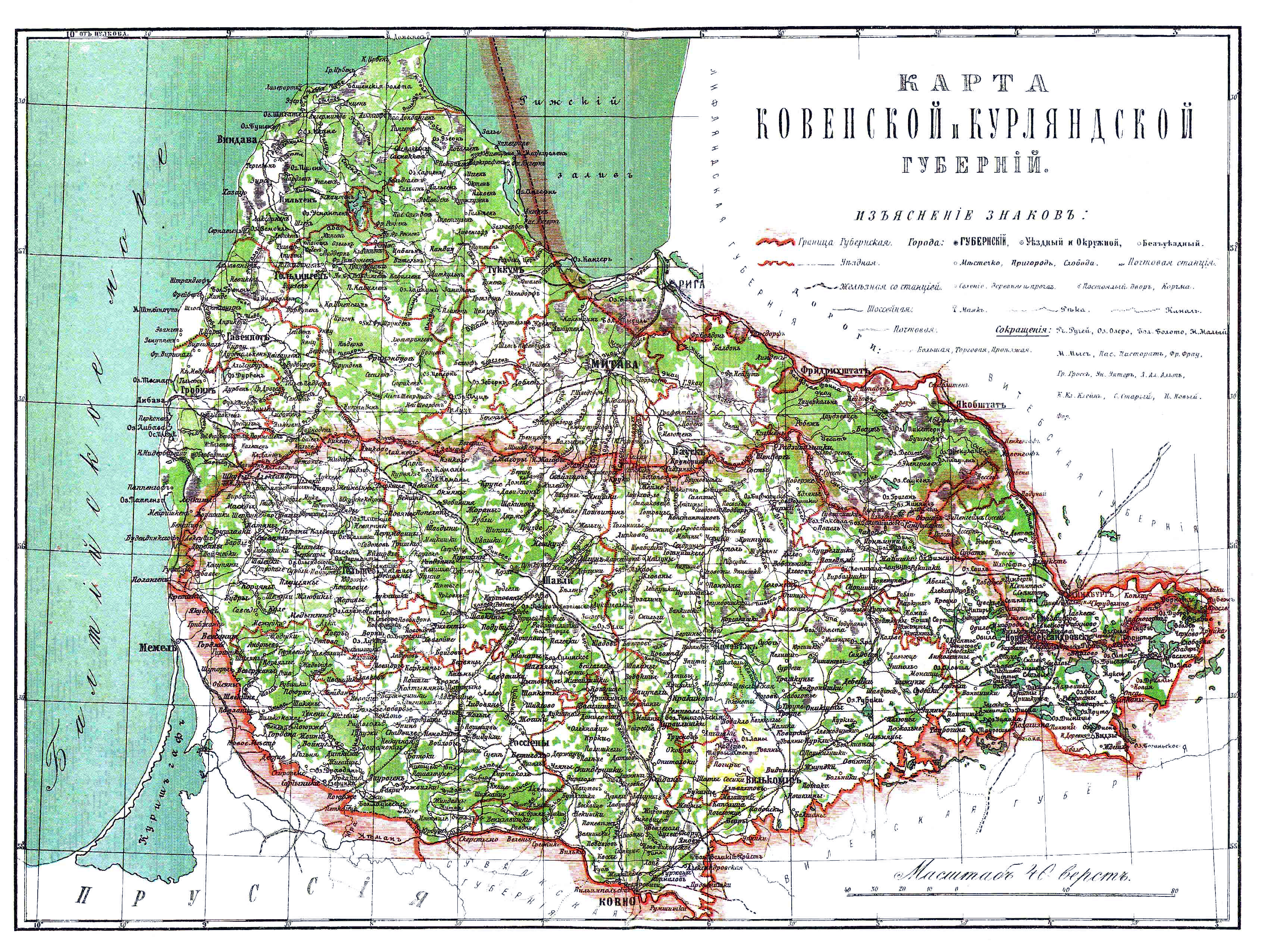
Mapa guberni kowieńskiej i kurlandzkiej

Gubernia kowieńska (ros. Ковенская губеpния; lit. Kauno gubernija) – jednostka administracyjna Imperium Rosyjskiego z centrum w Kownie. Gubernia obejmowała 40641,36 km², dzieliła się na 7 ujezdów.

## Historia
Utworzona 18 grudnia 1842 ukazem cara Mikołaja I z zachodniej części guberni wileńskiej. Oficjalnie jej powstanie ogłoszono 1 lipca 1843. Była częścią Kraju Północno-Zachodniego obejmującego dawne Wielkie Księstwo Litewskie. Po rozpadzie Imperium Rosyjskiego i uzyskaniu niepodległości przez kraje Europy Wschodniej prawie w całości znalazła się w składzie Litwy, jedynie niewielką część obszarów przyłączono do Polski i Łotwy.

## Podział administracyjny
Według Słownika geograficznego Królestwa Polskiego w 1883 dzieliła się na następujące powiaty czy też ujezdy:
- kowieński,
- nowoaleksandrowski,
- poniewieski,
- rossieński,
- szawelski,
- telszewski,
- wiłkomierski

## Demografia
W 1897 gubernię zamieszkiwało 1 544 564 osób.

### Ludność w ujezdach według deklarowanego języka ojczystego 1897[2]
| Ujezd              | Litwini | Żmudzini | Żydzi | Polacy | Rosjanie | Białorusini | Łotysze | Niemcy |
| ------------------ | ------- | -------- | ----- | ------ | -------- | ----------- | ------- | ------ |
| Gubernia łącznie   | 37,2%   | 28,8%    | 13,7% | 9,0%   | 4,7%     | 2,4%        | 2,3%    | 1,4%   |
| Wiłkomierski       | 72,2%   | ...      | 13,2% | 10,0%  | 4,1%     | ...         | ...     | 0,2%   |
| Kowieński          | 35,7%   | 5,8%     | 19,8% | 23,2%  | 11,6%    | 0,4%        | ...     | 2,3%   |
| Nowoaleksandrowski | 49,7%   | ...      | 12,7% | 8,9%   | 9,9%     | 16,8%       | 1,8%    | 0,1%   |
| Poniewieski        | 71,6%   | ...      | 12,2% | 6,5%   | 1,9%     | 0,1%        | 6,8%    | 0,6%   |
| Rosieński          | 9,4%    | 66,9%    | 11,2% | 5,5%   | 2,0%     | 0,1%        | 0,1%    | 4,4%   |
| Telszewski         | 0,8%    | 80,4%    | 12,4% | 1,5%   | 1,3%     | ...         | 2,3%    | 0,9%   |
| Szawelski          | 17,4%   | 53,4%    | 14,3% | 6,3%   | 2,2%     | 0,4%        | 4,9%    | 1,0%   |

## Miasta
Miasta guberni w 1897 roku na podstawie danych z carskiego spisu powszechnego oraz porównanie przynależności administracyjnej przed rozbiorami Polski oraz przynależności państwowej w międzywojniu i współcześnie:
|    | miasto     | populacja | województwo (1771) | 1930 | 2016     |
| -- | ---------- | --------- | ------------------ | ---- | -------- |
| 1. | Kowno      | 70 920    | trockie            |      | Litwa    |
| 2. | Szawle     | 16 128    | żmudzkie           |      | Litwa    |
| 3. | Wiłkomierz | 13 532    | wileńskie          |      | Litwa    |
| 4. | Poniewież  | 12 968    | trockie            |      | Litwa    |
| 5. | Rosienie   | 7 455     | żmudzkie           |      | Litwa    |
| 6. | Jeziorosy  | 6 359     | wileńskie          |      | Litwa    |
| 7. | Telsze     | 6 205     | żmudzkie           |      | Litwa    |
| 8. | Widze      | 5 103     | wileńskie          |      | Białoruś |
| 9. | Szadów     | 4 474     | żmudzkie           |      | Litwa    |